# Goose River (Lake Melville)
Der Goose River (englisch für „Gänse-Fluss“) oder Uashikanashteu-shipu (aus der Innu-Sprache) ist ein 213 km langer Fluss im Osten der Labrador-Halbinsel in der zur kanadischen Provinz Neufundland und Labrador gehörenden Teilprovinz Labrador.

## Flusslauf
Der Goose River hat seinen Ursprung in einem 510 m hoch gelegenen namenlosen See im Hamilton Upland, einem Seengebiet auf einer glazialen Hochfläche, etwa auf halber Strecke zwischen Happy Valley-Goose Bay und Smallwood Reservoir. Der Goose River fließt in überwiegend östlicher Richtung. Bei Flusskilometer 10 überquert die Route 520 (Happy Valley-Goose Bay–North West River) den Fluss. Der Goose River spaltet sich schließlich in einen 1,8 km langen nördlichen sowie in einen 2,5 km langen südlichen Mündungsarm auf. Die Flussmündung in die Goose Bay liegt 6 km nördlich von Happy Valley-Goose Bay am südwestlichen Ende der Inlandsbucht Lake Melville. Das 3432 km² große Einzugsgebiet des Goose River erstreckt sich über das Hamilton- und das Mecatina-Plateau. 130,4 km oberhalb der Mündung befindet sich der 5,4 m hohe Little Goose Falls (⊙), 8,1 km oberhalb diesem der 15,3 m hohe Goose Falls (⊙). Beide Wasserfälle stellen ein unüberwindbares Hindernis für Wanderfische dar.

## Flussfauna
Im Goose River kommen folgende Fischarten vor: Atlantischer Lachs (in geringer Anzahl), Bachsaibling, Hecht, Heringsmaräne (Lake whitefish), Catostomus catostomus (Longnose sucker) und Catostomus commersoni (White sucker).